# Tintomara (film)
Tintomara är en svensk/dansk dramafilm från 1970 med manus och regi av Hans Abramson. Den är baserad på Carl Jonas Love Almqvists roman Drottningens juvelsmycke från 1834. Den handlar om den androgyne Tintomara.

## Synopsis
I mars 1792 mördas Gustav III på en maskeradbal på operan. Fem unga personer blir involverade i historien, däribland den 17-åriga Tintomara. Tintomara är androgyn som med sitt utseende och sätt kan dominera över både män och kvinnor.

## Rollista i urval
- Pia Grønning - Tintomara
- Britt Ekland - Adolfine
- Monica Ekman - Amanda
- Eva Dahlbeck - baronessan, Adolfines och Amandas mor
- Jørgen Kiil - Adolfines och Amandas onkel
- Bent Mejding - regenten
- Bill Öhrström - Clas Henrik, Adolfines förlovade
- Bruno Wintzell - Ferdinand, Amandas förlovade